# Sgn

График функции y = sgn x (красным цветом)

sgn (сигнум, от лат. signum — знак) — кусочно-постоянная функция вещественного аргумента.
Обозначается {\displaystyle \operatorname {sgn} x}. Определяется следующим образом:
{\displaystyle \operatorname {sgn} x={\begin{cases}\ \ 1,&x>0\\\ \ 0,&x=0\\-1,&x<0\end{cases}}}
Функция не является элементарной.
Часто используется представление
{\displaystyle \operatorname {sgn} x={\frac {d}{dx}}|x|}
При этом производная модуля в нуле, которая, строго говоря, не определена, доопределяется средним арифметическим соответствующих производных слева и справа.
Функция применяется в теории обработки сигналов, в математической статистике и других разделах математики, где требуется компактная запись для индикации знака числа.

## История и обозначения
Функцию {\displaystyle \operatorname {sgn} x} ввёл Леопольд Кронекер в 1878 году, сначала он обозначал её иначе: {\displaystyle [x]}.
В 1884 году Кронекеру понадобилось в одной статье использовать, наряду с {\displaystyle \operatorname {sgn} }, функцию «целая часть», которая также обозначалась квадратными скобками.
Во избежание путаницы Кронекер ввёл обозначение {\displaystyle sgn.x}, которое (за вычетом точки перед аргументом) и закрепилось в науке.
Иногда функцию обозначают как {\displaystyle \operatorname {sign} x}.

## Свойства функции
- Область определения: {\displaystyle \mathbb {R} }.
- Область значений: {\displaystyle \{-1;0;+1\}}.
- Гладкая во всех точках, кроме нуля.
- Функция нечётна.
- Точка {\displaystyle x=0} является точкой разрыва первого рода, так как пределы справа и слева от нуля равны {\displaystyle +1} и {\displaystyle -1} соответственно.
- {\displaystyle |x|=\operatorname {sgn} x\cdot x} и {\displaystyle x=\operatorname {sgn} x\cdot |x|} для {\displaystyle \forall x\in \mathbb {R} }. Иначе говоря,

{\displaystyle \operatorname {sgn} x={x \over |x|}={|x| \over x}} при {\displaystyle x\neq 0}.
- {\displaystyle {\frac {d}{dx}}\operatorname {sgn} x=2\cdot \delta (x)}, где {\displaystyle \delta (x)} — дельта-функция Дирака.
- {\displaystyle \operatorname {sgn} x\cdot \operatorname {sgn} y=\operatorname {sgn}(x\cdot y)}.
- {\displaystyle \operatorname {sgn} x={\frac {2}{\pi }}\int _{0}^{\infty }{\frac {\sin tx}{t}}dt}.
- {\displaystyle \operatorname {sgn} x=\lim _{\Delta x\to 0}{\frac {x}{|x|+\Delta x}}}
- {\displaystyle \operatorname {sgn} x=\lim _{\Delta x\to +\infty }{\frac {2\cdot \operatorname {arctg} (x\cdot \Delta x)}{\pi }}=\lim _{\Delta x\to -\infty }{\frac {2\cdot \operatorname {arcctg} (x\cdot \Delta x)}{\pi }}-1}

## Вариации и обобщения
- Представление
{\displaystyle \operatorname {sgn} z={\begin{cases}{\frac {z}{|z|}},&z\neq 0\\0,&z=0\end{cases}}}

даёт одно из возможных обобщений функции сигнум на множество комплексных чисел. При этом {\displaystyle {\frac {z}{|z|}}=\cos \varphi +i\sin \varphi =e^{i\varphi }}, где {\displaystyle \varphi =\operatorname {Arg} z} — аргумент комплексного числа {\displaystyle z}. При {\displaystyle z\neq 0} результатом функции {\displaystyle \operatorname {sgn} z} является точка единичной окружности, ближайшая к числу {\displaystyle z}. Смысл данного обобщения заключается в том, чтобы посредством радиус-вектора единичной длины показать направление на комплексной плоскости, отвечающее числу {\displaystyle z}. Это же направление в полярных координатах задаёт угол {\displaystyle \varphi }. Неопределённое направление, отвечающее числу {\displaystyle z=0}, выражается нулевым значением функции. Например, таким образом функция signum определена в стандартной библиотеке комплексных чисел в языке Haskell.
- Другой вариант обобщения функции, обозначаемый как {\displaystyle \operatorname {csgn} }, определяется следующим образом:
{\displaystyle \operatorname {csgn} (z)={\begin{cases}1,&\operatorname {Re} z>0\\-1,&\operatorname {Re} z<0\\\operatorname {sgn} \operatorname {Im} z&\operatorname {Re} z=0\end{cases}}}

Данное обобщение используется, например, в приложениях Mathcad и Maple.